# Erebia magnocellata
Erebia magnocellata är en fjärilsart som beskrevs av Ruggero Verity 1953. Erebia magnocellata ingår i släktet Erebia och familjen praktfjärilar. Inga underarter finns listade i Catalogue of Life.